# Betty-Jean Hagen
Betty-Jean Hagen (* 17. Oktober 1930 in Edmonton; † 27. Dezember 2016 in Poughkeepsie) war eine kanadische Geigerin und Musikpädagogin.

## Leben
Hagen hatte den ersten Violinunterricht in ihrer Heimatstadt bei Alexander Nicol und war 1937 und 1938 Preisträgerin des Alberta Music Festival. 1938–39 studierte sie am Konservatorium von Chicago bei Ludwig Becker, danach war sie Mitglied des Edmonton Philharmonic Orchestra. Ab 1946 spielte sie im Calgary Symphony Orchestra und war Schülerin von Clayton Hare. Von 1949 bis 1951 setzte sie ihre Ausbildung am Royal Conservatory of Music Toronto bei Géza de Kresz fort. 1950 gewann sie den mit einem Auftritt in der New Yorker Town Hall verbundenen Naumburg Award. Als Gewinnerin eines Eaton Graduating Scholarship setzte sie 1951 ihre Ausbildung bei Ivan Galamian in der Juilliard School fort.
Daneben war sie 1950–51 Mitglied des Columbia Canadian Trio (mit Joan Rowland und William Hossack). Als Gewinnerin des Pathé-Marconi Price hatte sie 1951 Gelegenheit, mit dem Klavierbegleiter Boris Roubakin in Frankreich, den Niederlanden, Großbritannien und der Schweiz aufzutreten. 1952 erhielt sie in London die Commonwealth Medal als herausragende Musikerin des British Commonwealth. Die Canadian Press ernannte sie 1953 zur Frau des Jahres in der kanadischen Musik.
1956 debütierte sie mit dem New York Philharmonic Orchestra unter Dimitri Mitropoulos in Édouard Lalos Symphonie espagnole. In den folgenden Jahren trat sie mit führenden US-amerikanischen und europäischen Orchestern auf und unternahm allein 1960 von New York aus sieben Konzerttourneen durch Europa. In Kanada spielte sie 1957 beim Stratfort Festival mit dem CBC Symphony Orchestra unter Thomas Mayer und 1959 mit dem Vancouver International Festival Orchestra unter Herbert von Karajan. 1962 war sie unter den Finalisten des Tschaikowski-Wettbewerbes in Moskau.
In den 1970er Jahren widmete sich Hagen verstärkt dem Unterricht von Kammermusik-Ensembles; selbst war sie Mitglied des Westchester String Quartet und des Ermelin Piano Trio, daneben von 1975 bis 1984 (und erneut von 2000 bis 2004) Konzertmeisterin des Woodstock Chamber Orchestra sowie ab 1990 des Orange County Chamber Orchestra. Ihre Tätigkeit als Violinsolistin nahm sie 1981 mit einem Auftritt in der New Yorker Kauffman Hall wieder auf. Es folgten Konzerte mit Orchestern in Alberta und Ontario und Auftritte in Montreal, Edmonton und Toronto mit dem Pianisten Arthur Rowe.
Mit diesem (später durch Todd Crow ersetzt), dem Geiger Ralph Aldrich und dem Cellisten Malcolm Tait gründete sie 1985 das Hart Piano Quartet, das bis 1989 aktiv war. Ab 1985 unterrichtete Hagen zwanzig Jahre lana am Vassar College, außerdem von 1985 bis 1989 an der University of Western Ontario. In dieser letzten Zeit trat sie u. a. mit dem Tourmaline String Quartet, dem Vassar Piano Trio und dem Woodstock Chamber Orchestra überwiegend im Nordosten der USA auf.